# Geoff Dyer

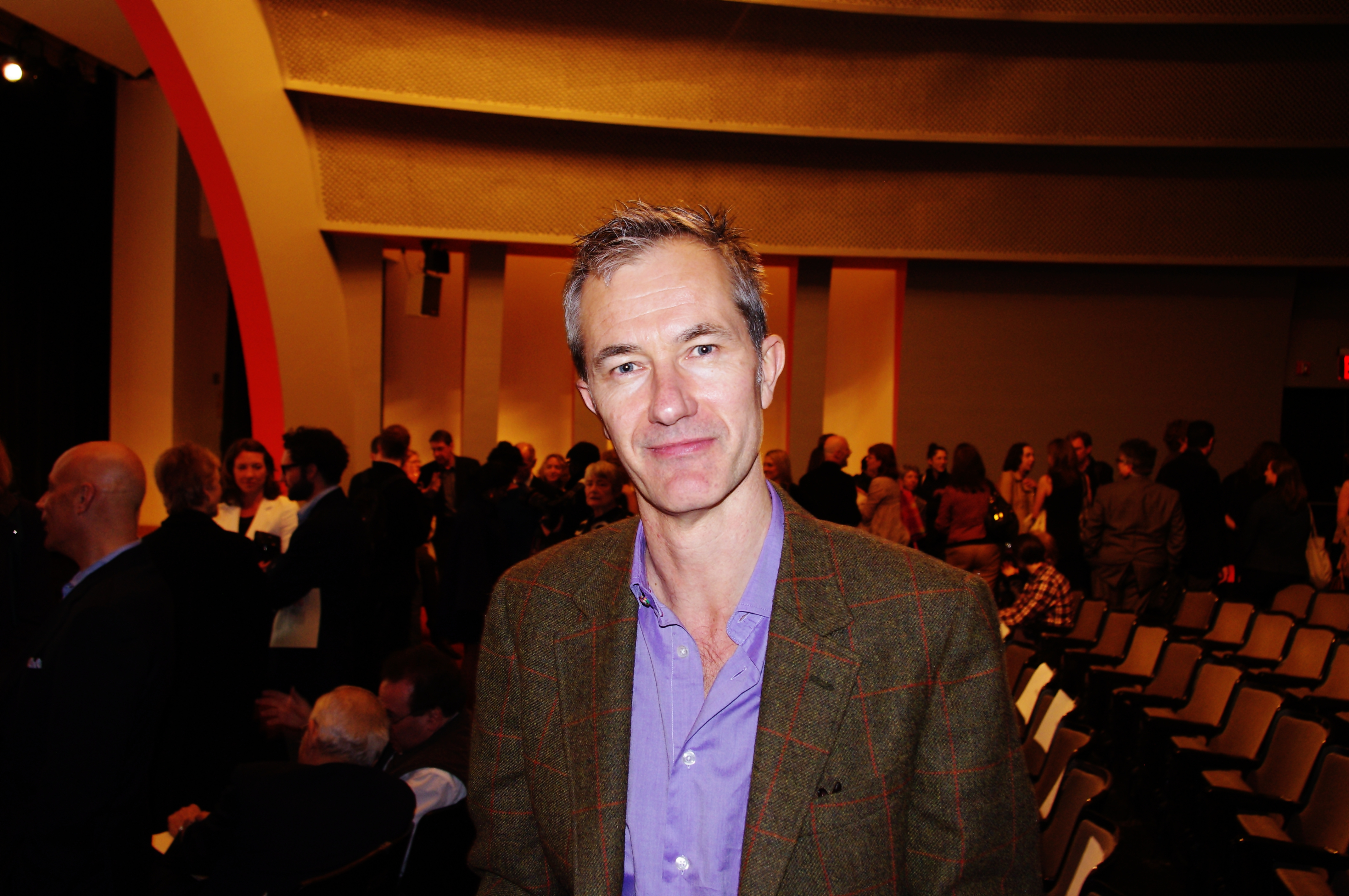
Geoff Dyer bei der Verleihung des National Book Critics Circle Award 2011

Geoff Dyer (* 5. Juni 1958 in Cheltenham, Gloucestershire) ist ein britischer Schriftsteller und Journalist.

## Leben und Werk
Als Journalist behandelt er vielerlei Themen aus Kultur, Sport und Geographie.
Sein Buch But Beautiful – Ein Buch über Jazz von 1991 ist ein Werk über den Jazz, das auch mit dem Somerset Maugham Award prämiert wurde. In Erzählkapiteln werden zentrale Figuren des Jazz charakterisiert, und zwar auf unterschiedlichster Quellenbasis. Teils sind die Geschichten sogar Versuche, das in Fotos bekannter Jazz-Fotografen wie William Claxton Eingefangene als Geschichten auszumalen, teils sind sie auch Beschreibungen erschütternder Szenen aus dem realen Leben der beschriebenen Musiker, wie z. B. Thelonious Monks Verhaftung wegen eines nicht begangenen Deliktes. Das Nachwort geriet zu einem Essay über den Jazz und seine Geschichte im 20. Jahrhundert.
1995 erhielt er für das Buch Jazz Impro den Prix Charles Delaunay; 2015 wurde er in die American Academy of Arts and Sciences gewählt.
Dyer tritt auch als Reiseerzähler hervor, wobei er gekonnt die Grenzen zwischen Landschaftsbeschreibung, Essay und Kurzgeschichte verwischt.
Er kritisierte im September 2019 mit über 250 Autoren, dass die Stadt Dortmund die Verleihung des Nelly-Sachs-Preises an die Schriftstellerin Kamila Shamsie wegen deren Unterstützung der umstrittenen BDS-Kampagne (Boycott, Divestment and Sanctions gegen Israel), über die die Jury nicht informiert war, widerrufen hatte.

## Bibliographie
- Ways of Telling: The Work of John Berger. Pluto Press, London 1986, ISBN 0-7453-0097-9.
- The Colour of Memory. Jonathan Cape, London 1989, ISBN 0-224-02585-6.
- But Beautiful: A Book about Jazz. Jonathan Cape, London 1991, ISBN 0-86547-508-3.
  - dt.: But Beautiful: Ein Buch über Jazz. Argon Verlag, Berlin 2001, ISBN 3-87024-491-7.
  - Hörbuch: 3 CDs & Booklet, Sprecher Matthias Brandt, Gäste u. a. Helge Schneider & Till Brönner, Roof Music 2004
- The Search. Hamish Hamilton, London 1993, ISBN 0-349-11624-5.
- The Missing of the Somme. Hamish Hamilton, London 1994, ISBN 0-241-00274-5.
- Out of Sheer Rage: In the Shadow of D. H. Lawrence. Little, Brown and Co., London 1997, ISBN 0-86547-540-7.
  - deutsch von Stephan Kleiner: Aus schierer Wut. DuMont, Köln 2016, ISBN 978-3-8321-9844-2.
- Paris Trance. Abacus, London 1998, ISBN 0-349-11020-4.
  - dt.: Paris XTC. Argon Verlag, Berlin 2000, ISBN 3-87024-492-5; Neuausgabe: Fischer Taschenbuch Verlag, Frankfurt am Main 2003, ISBN 3-596-15299-2.
- Anglo-English Attitudes: Essays, Reviews, Misadventures, 1984-98. Abacus, London 1999, ISBN 0-349-11194-4.
- Yoga for People Who Can't Be Bothered to Do It. Abacus, London 2003, ISBN 0-316-72507-2.
  - dt.: Reisen, um nicht anzukommen. Argon Verlag, Berlin 2004, ISBN 3-87024-603-0.
- The Ongoing Moment. Little, Brown, London 2005, ISBN 0-316-73025-4.
- Jeff in Venice, Death in Varanasi. Canongate, Edinburgh 2009, ISBN 978-1-84767-270-4.
  - dt.: Sex in Venedig, Tod in Varanasi. DuMont, Köln 2012.
- Working the Room: Essays and Reviews: 1999–2009. Canongate, Edinburgh 2010, ISBN 978-1-84767-862-1.
- Otherwise Known as the Human Condition: Selected Essays and Reviews. Graywolf, Minneapolis 2011, ISBN 978-1-55597-579-1.
- Zona: A Book about a Journey to a Room. Canongate, Edinburgh 2012, ISBN 978-0-85786-166-5.
  - dt.: Die Zone: Ein Buch über einen Film über eine Reise zu einem Zimmer. Schirmer/Mosel, München 2012, ISBN 978-3-8296-0596-0.
- White Sands - Experiences from the Outside World. Canongate, Edinburgh 2016. ISBN 978-1-78211-740-7.
- The street philosophy of Garry Winogrand. University of Texas Press, Austin 2018. ISBN 978-1-4773-1033-5.
- „Broadsword Calling Danny Boy“: On Where Eagles Dare. London: Penguin, 2018.
- See / Saw - Looking at Photographs. Canongate, Edinburgh 2021. ISBN 978-1-83885-209-2.
- The Last Days of Roger Federer: And Other Endings. Canongate, Edinburgh 2022. ISBN 978-1-83885-574-1.